# نهائي كأس آسيا 1984
نهائي كأس آسيا 1984 هي مُباراة كرة القدم التي حدّدت بطل كأس آسيا 1984، النّسخة الثّامنة من كأس آسيا، وهي بطولة كرة قدم للرّجال تنظمُ من قِبل الاتحاد الآسيوي لكرة القدم. جرت المُباراة على أرضية ملعب سنغافورة الوطني في كالانغ بسنغافورة في 16 ديسمبر 1984، وقد تنافست عليه السعودية والصين.
فاز المُنتخب السعودي على المُنتخب الصيني في المُباراة 2–0 ليكون اللقب الأوّل في تاريخه.

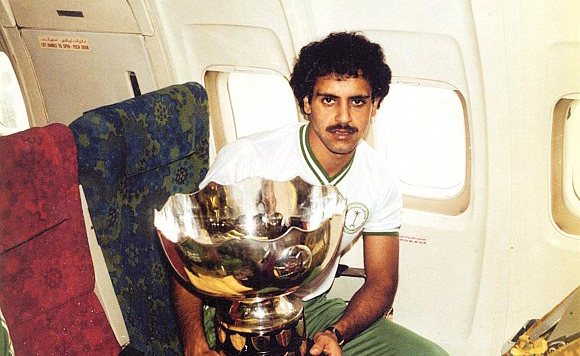
شايع النفيسة، حاملًا الكأس بعد المُباراة.

## الملعب

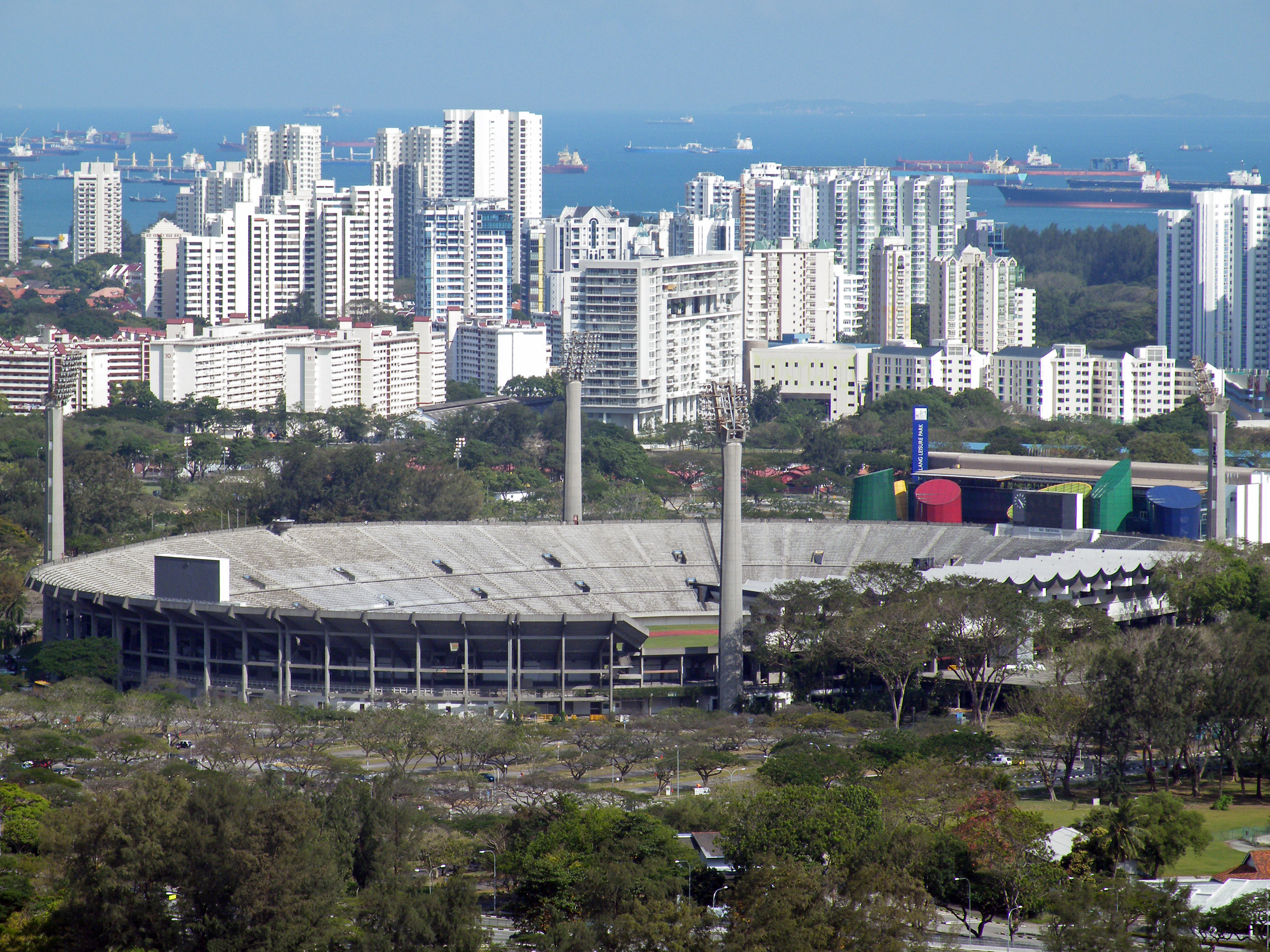
ملعب سنغافورة الوطني يستضيف المباراة النهائية

يقع ملعب سنغافورة الوطني في كالانغ،سنغافورة، استضاف الملعب نهائي كأس آسيا 1984، تم افتتاح الملعب الذي يتسع ل55 ألف متفرج في 1973 وأُغلق في 2007، تم هدم الملعب من 2010 الى 2011 ثم تم إعادة إفتتاحه ضمن المدينة الرياضية الجديدة، كان الملعب هو الوحيد الذي استضاف جميع مباريات كأس آسيا 1984.

## الطريق إلى النهائي
| السّعُودية       | السّعُودية    | الجولة             | الصين                    | الصين     |
| -------------- | ----------- | ------------------ | ------------------------ | --------- |
| الخصم          | النتيجة     | مرحلة المجموعات    | الخصم                    | النتيجة   |
| كوريا الجنوبية | 1–1         | المباراة 1         | إيران                    | 0–2       |
| سوريا          | 1–0         | المباراة 2         | سنغافورة                 | 2–0       |
| قطر            | 1–1         | المباراة 3         | الهند                    | 3–0       |
| الكويت         | 1–0         | المباراة 4         | الإمارات العربية المتحدة | 5–0       |
| الخصم          | النتيجة     | مرحلة خروج المغلوب | الخصم                    | النتيجة   |
| إيران          | (5) 1–1 (4) | نصف النهائي        | الكويت                   | 1–0 ب.و.إ |

## المُباراة

### تفاصيل
| السعودية                        | 2–0 | الصين |
| ------------------------------- | --- | ----- |
| النفيسة 10' · ماجد عبد الله 46' |     |       |

### البَطل
| بطل كأس آسيا 1984         |
| ------------------------- |
| · السعودية · للمرة الأُولى |

## مَرَاجِع
1. ↑  "Asian Cup: Know Your History - Part One (1956-1988)". Goal.com. 7 يناير 2011. مؤرشف من الأصل في 2019-05-31. اطلع عليه بتاريخ 2015-07-02.